# Blepisanis bohemani
Blepisanis bohemani là một loài bọ cánh cứng trong họ Cerambycidae.